# Leptoancistrus cordobensis
Leptoancistrus cordobensis és una espècie de peix de la família dels loricàrids i de l'ordre dels siluriformes.

## Morfologia
- Els mascles poden assolir 3,7 cm de longitud total.[4][5]

## Hàbitat
És un peix d'aigua dolça i de clima tropical.

## Distribució geogràfica
Es troba a Sud-amèrica: conques del riu Sinú i, també, del riu San Jorge a la conca del riu Magdalena (Colòmbia).